# Kepler-186 f
Kepler-186 f est la première exoplanète de taille terrestre située dans la zone habitable de son étoile à avoir été découverte. Elle orbite autour de Kepler-186, une naine rouge située dans la constellation du Cygne, entre 490 et 500 années-lumière de la Terre. Elle a été découverte grâce au télescope spatial Kepler, chargé de détecter des exoplanètes dans une petite zone fixe du ciel.

## Nom
Le nom Kepler-186 f a été donné à la planète car elle a été découverte grâce aux informations fournies par le télescope Kepler de 2009 à 2013.
Le nombre 186 fait référence au système planétaire et la lettre « f » fait référence à l'ordre de la découverte de cette exoplanète autour de Kepler-186. Cette lettre a été attribuée comme d'accoutumée : dans un système stellaire, la lettre « a » est réservée à l'étoile, la première planète découverte hérite de la lettre « b », la deuxième de la lettre « c », la troisième de la lettre « d », etc. La cinquième planète découverte autour de Kepler-186 est ainsi dénommée Kepler-186 f.

## L'étoile Kepler-186
Kepler-186 est une naine rouge (0,5 fois la masse du Soleil) qui forme un système exoplanétaire composé à l'heure actuelle de cinq planètes nommées Kepler-186 b, Kepler-186 c, Kepler-186 d, Kepler-186 e et Kepler-186 f, toutes de tailles proche de celle de la Terre. Kepler-186 f est la planète occupant l'orbite la plus éloignée de l'étoile et est la seule des cinq planètes connues à ce jour qui soit dans la zone habitable (présence d'eau liquide possible).

## Découverte
Kepler-186 f a été découverte en même temps que les quatre planètes plus proches de leur étoile, grâce à l'exploitation de données récoltées entre 2009 et 2013 par le télescope spatial Kepler de la NASA.
En avril 2014, près de 1 800 exoplanètes sont confirmées. Avec celles du système Kepler-186, une vingtaine sont situées dans la zone habitable, mais Kepler-186 f est celle dont la taille est la plus proche de celle de la Terre,. La plupart des autres sont plus grosses et il est donc difficile de déterminer si elles sont gazeuses ou rocheuses.

## Caractéristiques

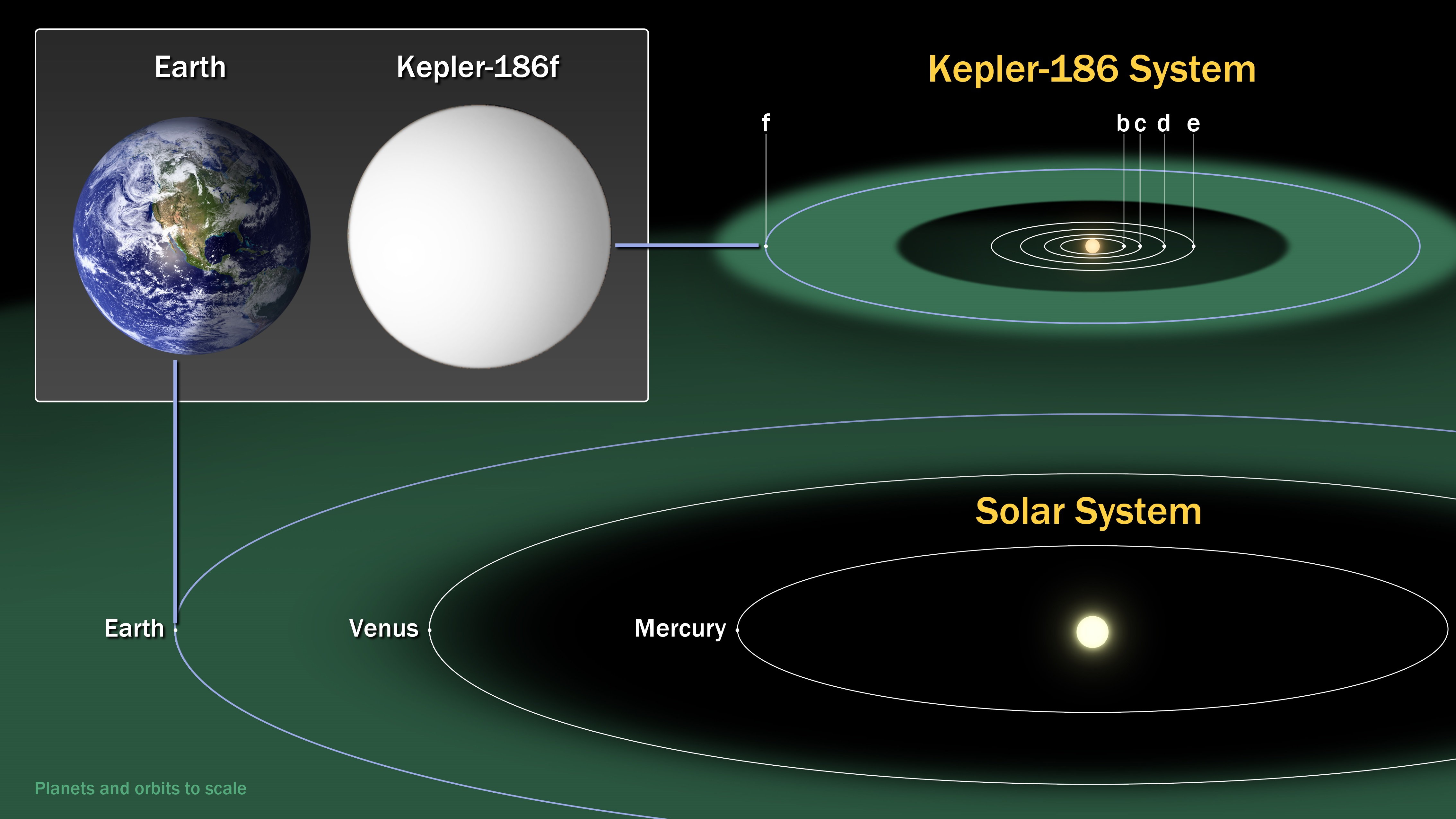
Comparaison entre le système Kepler-186 et le Système solaire. Les bandes vertes représentent la zone habitable de chaque système.

Elle est située entre 490 et 500 années-lumière de la Terre soit environ entre 4,64 × 1015 kilomètres et 4,73 × 1015 kilomètres.
Le record de vitesse interplanétaire est d'environ 253 000 kilomètres par heure (détenu par la sonde Helios 2), soit un temps de trajet Terre - Kepler-186 f de plus de deux millions d'années (entre 2,09 × 106 années et 2,13 × 106 années).

### Caractéristiques orbitales
Kepler-186 f est la cinquième planète en termes de distance du système Kepler-186. Sa période orbitale est de 129,9 jours, ce qui la place dans la zone habitable de son étoile.

### Caractéristiques physiques
Kepler-186 f a une taille similaire à la Terre. La planète a été détectée par la méthode des transits. Sa masse n'est pas connue, mais est estimée entre « 0,32 masse terrestre si la planète est composée d'eau / de glace pure et 3,77 masses terrestres si la planète est de fer pur, et une composition terrestre (environ un tiers de fer et deux tiers de roches silicatées) donnerait une masse intermédiaire de 1,44 masse terrestre ». Si la planète réunit les conditions pour être habitable, alors elle le serait  pour une longue durée, la durée de vie des naines rouges comme Kepler-186 étant de plusieurs dizaines de milliards d'années.

### Habitabilité
Étant donné sa masse et la distance à laquelle Kepler-186 f se trouve de son étoile, il est possible que la planète possède de l'eau liquide à sa surface. En effet, la température en surface de Kepler-186 f pourrait dépasser 0 °C si son atmosphère comprenait une pression partielle de CO2 comprise entre 0,5 et 5 bars. Rien n'est cependant certain pour le moment et la présence d'eau liquide sur la planète n'est pas un critère suffisant d'habitabilité.